# Двадаша-гопалы
Два́даша-гопа́лы (IAST: Dvadaśa gopāla «двенадцать пастушков») — группа из двенадцати кришнаитских бенгальских святых XVI века, почитаемых в гаудия-вайшнавизме и упоминаемых во многих средневековых текстах этой традиции. Двадаша-гопалы были близкими сподвижниками основоположника гаудия-вайшнавизма Чайтаньи; миссионерами, распространившими гаудия-вайшнавизм по всей территории Бенгалии. В «Гаураганоддешадипике» Кавикарнапуры приводится следующий из список:
1. Абхирама (Рамадаса Абхирама)
2. Уддхарана Датта
3. Камалакара Пиппалай
4. Кала Кришнадаса
5. Гауридаса Пандит
6. Парамешвара Даса
7. Дхананджая Пандит
8. Пурушоттама Датта (Нагара Пурушоттама)
9. Пурушоттама Даса
10. Махеша Пандит
11. Шридхара
12. Сундарананда Тхакур

В некоторых других источниках к этому списку также прибавляют Халаюдху Тхакура.